# Rocco Morabito
Rocco Morabito (pronunciación en italiano: /ˈrɔkko moˈraːbito/; 13 de octubre del 1966) es un mafioso italiano y miembro de la 'Ndrangheta, una organización calabresa de tipo mafiosa. Antes de ser arrestado en Uruguay el 4 de septiembre del 2017, había estado prófugo desde el año 1994 por tráfico de drogas, asociación mafiosa y otros delitos graves. Su asociación y apadrinamiento a Gerardo Zabalkin quien fue una pieza clave para su fuga de la cárcel uruguaya. Actualmente el exmiembro de la familia Ndrangheta lidera un cartel conocido como el Klan del Sur. Ellos se encuentran en la lista de los fugitivos más buscados de Italia y América Latina.

## Familia 'Ndrangheta
Morabitto nació en Africo en el área de Locride de Calabria, Italia. Hijo de Domenico Morabito y Carmela Modaffari, y tiene parentesco con el jefe de la 'Ndrangheta Giuseppe Morabito. Rocco Morabito tiene una sentencia firme en ausencia de 30 años de prisión como consecuencia de la operación "Fortaleza" , por un tráfico por encima de los 600 kg de cocaína entre Brasil e Italia. El 10 de febrero de 1995, una orden de captura internacional fue librada. De acuerdo a los investigadores policiales, él es uno de los principales traficantes de la 'Ndrangheta. Su apodo es 'u tamunga, porque conducía un DKW Munga, un auto todo terreno alemán.

## El Rey de la Cocaína de Milán
A sus 25 años él estaba en Milán, donde se mezclaba con el joven jet set loca, mientras que operaba como la mano derecha de su tío Domenico Antonio Mollica, otro importante jefe del clan Morabito. Siempre vistiendo trajes cruzados, él fue visto por última vez en Milán cuando fue fotografiado por la policía rodeado de sus guardaespaldas con sus maletines llenos de billetes. De acuerdo a un investigador policial Morabito fue capaz de hacer 15 mil millones de liras italianas (aproximadamente 7,5 millones de euros) en dos meses.
Debido a su participación en el tráfico de cocaína desde América del Sur a Italia, Morabito fue apodado el "Rey de la Cocaína de Milán". Morabito se consideraba diferente a otros jefes de delitos en esos años, capaz de relacionarse de primera mano con El mundo de los bancos y contadores, finanzas e inversiones, entendiendo la importancia de ser discreto y dejar de derramar sangre para lavar las ganancias del crimen en silencio.

## Fugitivo
Él estuvo prófugo desde octubre de 1994, después que la policía, manteniéndolo bajo vigilancia, lo descubriera pagando 13 mil millones de liras (8 millones de dólares) para importar casi una tonelada de cocaína. Después de un par de años iniciales en Brasil, se cree que se estableció en Uruguay en 2002, en el balneario de Punta del Este, portando documentos de identidad brasileños falsos con el nombre de Francisco Capeletto.

## Arresto, fuga y nuevo arresto
Después de 23 años prófugo, Morabito fue capturado en un hotel en Montevideo, Uruguay, el 4 de septiembre del 2017, a donde se había mudado luego de una discusión con su esposa.  Las investigaciones policiales comenzaron en la primavera cuando los investigadores uruguayos descubrieron que Morabito había inscrito a su hija de 13 años en la escuela con el apellido verdadero de su padre. Cuando lo arrestaron, estaba en posesión de un arma, además de dos autos, 13 teléfonos móviles y una docena de tarjetas de crédito. Se esperaba que fuera extraditado a Italia.  Antes del arresto, había vivido en una mansión en Punta del Este "donde se lo consideraba un ciudadano modelo, que se dedicó a su trabajo en el negocio de la soja y a vender propiedades rurales", según un informe de prensa. Dado que también estaba en posesión de un pasaporte con otro nombre en el momento de la detención, inicialmente fue acusado de falsificar documentos de identidad.
El 24 de junio de 2019, Morabito escapó de la Cárcel Central de Montevideo con otros tres reclusos.   En ese momento, estaba esperando la extradición a Italia, sobre la base de condenas anteriores hechas en ausencia por vínculos con el crimen organizado y el narcotráfico.  Salió de Italia en 1994, pero los fiscales dijeron que había seguido siendo un líder en el tráfico de drogas entre América del Sur y Milán.  Después de la fuga, Interpol emitió una alerta roja (de alta prioridad) para Morabito y los otros tres que estaban esperando la extradición a otros países.
Morabito fue arrestado nuevamente en la ciudad de João Pessoa en Brasil el 24 de mayo de 2021, luego de estar prófugo durante dos años. El arresto fue parte de una operación conjunta en la que participaron autoridades italianas y brasileñas, así como la DEA , la Interpol y el FBI. Junto a Morabito, la policía detuvo también a Vincenzo Pasquino, nacido en Turín en 1990, y considerado por las autoridades como un referente del narcotráfico internacional desde Sudamérica.